# إس فويس
اس فويس (بالإنجليزية : S Voice) هو تطبيق من سامسونج تم تطويره على الأوامر الصوتية الافتراضية التي يقدمها أندرويد. على سبيل المثال تستطيع أن تأمر الهاتف بالقول wake up كي يقوم بتشغيل نفسه تلقائياً، وفي حال استيقظت صباحاً على صوت المنبه ورغبت بالنوم لبضعة دقائق أخرى تستطيع أن تأمره صوتياً بإطفاء المنبه لبضعة دقائق فقط. كما تستطيع الإجابة على الاتصالات أو رفضها، ورفع صوت الموسيقى أو خفضها أو إعطاء أمر للكاميرا بالتقاط صورة ، كل ذلك عبر الاوامر الصوتية. يبدو بأن الأوامر الصوتية هنا تعمل في الخلفية بشكل دائم ولا تحتاج منك إلى تشغيل برنامج معين قبل استخدامها، وهو ما يُشاع بأن جوجل تعمل عليه لتوفيره في أندرويد لاحقاً بشكل افتراضي. لكن لا تقتصر إس فويس على استقبال الأوامر وتنفيذها بل تستطيع الاستجابة صوتياً أيضاً إلى بعض الأوامر كمعرفة حالة الطقس والاتجاهات وغير ذلك بشكل مشابه لسيري في أيفون 4 اس ، لكنها تتفوق على سيري وعلى أوامر أندرويد الصوتية الافتراضية كما ذكرنا بأنها تعمل دائماً في الخلفية وجاهزة لاستقبال الأوامر بشكل أكثر سهولة وأكثر طبيعية.

## بعض المميزات
- مشغل تلقائياً ولا يجب الدخول للتطبيق لمعرفة الأوامر الصوتية
- معرفة حالة الطقس
- معرفة المعلومات
- التقاط صورة
- التحكم بالجهاز
- فتح أي تطبيق
- الإجابة على المكالمات ورفضهم
- التحكم في مستوى الصوت
- معرفة الوقت